# Juripiranga
Juripiranga is een gemeente in de Braziliaanse deelstaat Paraíba. De gemeente telt 10.605 inwoners (schatting 2009).